# 재처리 플루토늄
핵 발전 중 238U이 원자로 안에서 중성자와 반응하면 239Pu로 변화한다. 핵 발전에 쓰이는 우라늄은 235U이다. 하지만 238U은 천연 우라늄 속에 90%이상 들어있기 때문에 원자력 발전소에서 핵 분열 과정을 거치다보면 자연스럽게 239Pu가 만들어진다. 연료봉 속에는 235U가 2~4% 정도 포함되어있다. 반응을 거치고 나면 235U가 0.6%, 239Pu가 0.9% 정도 남게 된다. 반응후 원자로에서 배출된 물질을 재처리해서 239Pu만 걸러내야 한다. 이렇게 얻어진 플루토늄을 재처리 플루토늄이라 한다.

### 238U의239Pu로의 변화 과정
- 238U이 중성자 한개를 흡수하면 감마선을 방출하고 239U로 변화한다.
- 239U는 약 23분의 반감기를 가지고 베타선을 방출하며 239Np로 변화한다.
- 239Np는 베타붕괴를 하면서 239Pu로 변화한다.

## 사용후 핵연료를 재처리 하는 이유
핵연료는 하나의 원료를 재처리를 통해 계속해서 재생할 수 있다. 사용후 핵연료를 재처리해서 사용하는 것은 광산에서 새로운 우라늄을 캐서 사용하는 것보다 경제적으로 훨씬 유리하다. 게다가 방사성 물질을 포함하고 있는 핵폐기물이 줄어드는 효과도 볼 수 있다. 재처리를 통해 뽑아낸 우라늄과 플루토늄은 원자력 발전 등 평화적 목적에 이용될 수 있다.

## 재처리 플루토늄의 장단점
사용 후 핵 연료에는 238Pu, 239Pu, 240Pu이 섞여 있다. 재처리를 할 시 이들은 질량 분석법을 이용해 분리해야 된다. 따라서 분리하기 어렵고 가격도 비싸지게 된다.
239Pu은 238Pu과 240Pu과 섞일 시 임계 질량이 극히 낮아지게 된다. 따라서 일정량 씩 나눠서 재처리를 하게 된다.
순수한 239Pu은 임계질량이 10.5kg이지만 238Pu과 섞일 시 임계 질량은 950g이며 240Pu과 섞이면 2.4kg로 낮아지게 된다. 이렇게 낮아지게 되는 원인은 이들 불순물의 반감기가 짧고 자발핵분열 비율이 높아 239Pu에 비해 중성자를 많이 방출하여 이들 중성자가 폭발의 증폭제가 되기 때문이다.
또한 238Pu은 핵연료 전지로서의 이용도가 높지만 양도 적고 질량 분석법이라는 비용이 많이 드는 분석법으로 재처리를 하기 때문에 희귀하고 가격도 비싸지만 재처리를 해야만 할 만큼의 양은 존재한다.
239Pu은 핵연료와 핵무기의 재료로 이용된다. 열 중성자로에서의 핵분열 비율은 64~68%, 고속중성자(자원중성자)로는 분열 비율은 50~60%의 비율을 나타내므로 좋은 핵연료이다.
다만 핵무기의 재료가 된다는 점에서 몇몇 국가를 제외하고는 자유로운 이용이 금지되어 있고 규제도 심하다.
240Pu의 높은 자발핵분열 비율 덕분에 239Pu과 240Pu은 일정 비율 이하로 분리되어야 한다. 핵무기에서는 240Pu은 7% 이하로 설정해야 한다. 그래야 임계 질량이 유지되어 통제가 된다.
재처리를 한 후 보관을 할 시에도 이러한 점을 염두에 두어야 한다.
플루토늄의 동위 원소들은 반감기가 적당히 길기 때문에 방사능이 강하며 극히 위험하다. 특히 239Pu와 240Pu은 이들의 긴 반감기 때문에 각각 35만년과 10만년의 보관이 요된다. 매년 수만톤의 핵폐기물이 쏟아져 나오며 백년간 쌓아둔다면 2백만톤은 족히 넘어가게 된다. 이렇게 많은 양을 100% 통제하에 이 정도의 장기간을 보관한다는 것은 사실상 불가능하다. 하지만 재처리를 해서 핵연료로 잘만 이용한다면 이렇게 장기간 보관을 할 필요는 없다는 장점이 있다.

## 재처리 플루토늄의 미래
세계적으로 사용후 핵연료의 '영구 폐기'와 '평화적 이용' 두 가지 주장이 맞서고 있다. 방출되는 플루토늄의 양에 비해 재처리돼서 회수될 플루토늄의 양은 일부에 불과하다. 몇몇 국가가 핵무기로 이용할 수 있다는 비신뢰와 규제 때문이다.
사용후핵연료는 수십만톤이 쌓여 있고 매년 수만톤씩 쌓이고 있는데 이를 30만년의 세월동안 보관하기 위한 처분 기술(딥 홀) 혹은 재처리 기술(파이로프로세싱)에 대한 연구가 이뤄지고 있다.
핵물질의 양이 세계적으로도 엄청난데다가 관리가 소홀한 곳도 있기 때문에 도난, 밀매형태를 통해 외부로 유출될 가능성도 있다. 미국과 캐나다 등은 사용이 끝난 핵연료를 영구적으로 폐기해야한다는 입장에 서있는 반면, 일본과 유럽 공동체 등은 사용후 핵연료를 재처리해서 평화적으로 이용해야한다는 상반된 입장에 서있다.
결국 미래에는 핵 재처리가 우선적으로 시행될 것이고 재처리 플루토늄의 평화적 핵연료 이용도 실현될 것이다.

## 같이 보기
- 핵연료 재처리
- 플루토늄
- 우라늄

## 참고 문헌
- 원자력과 핵은 다른건가요? [이순영 저, 도서출판 한세][쪽 번호 필요]